# Uclés (vi)
Uclés és una denominació d'origen dels vins produïts dels conreus de municipis de l'oest de la província de Conca i d'uns pocs de la província de Toledo. El centre de la denominació és el municipi d'Uclés.

## Història
El projecte de creació d'aquesta denominació va sorgir el 2003 amb la iniciativa de huit cellers manxecs els quals havien evidenciat el potencial de la viticultura a la zona i la capacitat de crear-hi vins d'alta qualitat amb la qual cosa podria afavorir la creació d'una denominació a banda de la coneguda com La Mancha.Van col·laborar-hi quatre cellers privats de Tarancón, dues cooperatives i dos de Santa Cruz de la Zarza. A tot això també es va considerar el clima particular de l'àrea, el terreny, l'experiència dels cellers en el conreu de les vinyes i el tratament del raïm al trull per obtenir-ne la denominació l'any 2006. Als seus inicis només es permetia la producció de vins negres de qualitat fins al 2008, quan se'n va permetre fer vins rosats, blancs i escumosos.

## Característiques del terreny
El sòl de la zona de producció es caracteritza per tenir una important quantitat de potassi que oferirà equilibri i bona maduració del fruit. Són sòls amb textura més fina, tendència calcària que oscil·la de francoargilós a franc sorrenc; són profunds, sense límits físics ni químics fins als 2m. de profunditat, amb una major fertilitat potencial en incrementar-se la capacitat de bescanvi catiònic en existir un major percentatge d'argila i ser rics en fòsfor i potassi. No existeixen problemes de salinitat i gaudeixen d'un bon drenatge intern efectiu, sent alta la disponibilitat d'oxigen per al sistema radicular.

## Varietats de raïm
- Varietats negres: Ull de Llebre, Garnatxa, Cabernet Sauvignon, Merlot i Syrah.
- Varietats blanques: Airén, Verdejo, Chardonnay, Moscatell de gra petit, Sauvignon Blanc i Macabeu.

## Cellers[calcitació]
- Cellers Fontana
- Celler Soledad
- Pago Calzadilla
- Cellers La Estación (A Santa Cruz de Zarza)
- Finca La Estacada (A Tarancón)
- Cooperativa "La Vid y la Espiga"
- Cellers i vinyers Palomar Sánchez (A Tarancón)